# Lindesberg (stad)
Lindesberg is de hoofdplaats van de gemeente Lindesberg in het landschap Västmanland en de provincie Örebro län in Zweden. De stad heeft 8752 inwoners (2005) en een oppervlakte van 785 hectare. De stad ligt aan de noordelijke oever van het meer Lindessjön tussen de rivier Bottenån en het meer Lilla Lindesjön. De stad ligt ongeveer 40 kilometer ten noorden van Örebro.

## Verkeer en vervoer
Bij de plaats lopen de Riksväg 50, Riksväg 68 en Länsväg 249.
De plaats heeft een station aan de spoorlijn Gävle - Kil/Frövi.

## Geboren
- Bengt Gustaf Geijer (1682-1746), ondernemer